# Людвікув (Островський повіт)
Людвікув (пол. Ludwików) — село в Польщі, у гміні Пшиґодзиці Островського повіту Великопольського воєводства.
Населення — 248 осіб (2011).

## Демографія
Демографічна структура станом на 31 березня 2011 року:
|          | Загалом | Допрацездатний вік | Працездатний вік | Постпрацездатний вік |
| -------- | ------- | ------------------ | ---------------- | -------------------- |
| Чоловіки | 124     | 29                 | 83               | 12                   |
| Жінки    | 124     | 31                 | 65               | 28                   |
| Разом    | 248     | 60                 | 148              | 40                   |